# Ungheria ai XIX Giochi olimpici invernali
L'Ungheria partecipò ai XIX Giochi olimpici invernali, svoltisi a Salt Lake City, Stati Uniti, dall'8 al 24 febbraio 2002, con una delegazione di 25 atleti impegnati in sette discipline.